# Landcross (Devon)
 (mai 2023).
Landcross est un hameau et une paroisse civile du Devon, situé dans l'Angleterre du Sud-Ouest. 